# Tofieldiaceae
Tofieldiaceae is een botanische naam, voor een familie van eenzaadlobbige planten. Een familie onder deze naam wordt recentelijk soms erkend door systemen van plantentaxonomie, en zo ook door het APG-systeem (1998) en het APG II-systeem (2003).
Bij APG wordt de familie geplaatst in de orde Alismatales. De familie is slechts met matige steun in deze orde geplaatst (Källersjö et al. 1998; Chase et al. 2000a; Graham et al. 2005), omdat deze planten nogal afwijken van de rest van deze orde.
Het gaat om een kleine familie van waterplanten. De familie kent 3-5 geslachten:
- Harperocallis McDaniel
- Pleea Michx.
- Tofieldia Huds.